# 廖化
廖化（2世紀末—264年），本名廖淳，字元儉，荊州襄阳郡中盧縣（今湖北省襄阳市）人，是三国时期蜀汉後期的重要将领。

## 生平
東漢末年，廖化擔任前将军关羽的主簿，但因孫吳於建安二十四年（219年）襲取荊州，不久关羽战败身亡，廖化被迫從屬孫吳。
由於廖化思歸蜀漢，便用詐死的方式騙過人們，帶著老母親昼夜西行，以圖回到劉备身邊，而人們得知實情之後都對此感到敬佩；此時劉備正好率軍東征（見夷陵之戰），與廖化母子在秭歸相遇，劉備見到廖化歸來而大悦，當場任命其为宜都太守，其后復又任命廖化為別督，隨大軍駐紮於夷陵界，最終劉備被吳將陸遜擊敗而結束此役，宜都郡亦被孫吴收复而失去統治權。
建兴元年（223年），丞相诸葛亮开府，举蒋琬为茂才，蒋琬坚持推让给劉邕、陰化、庞延、廖化。廖化出任丞相参军，随诸葛亮北伐。
建兴七年（229年），诸葛亮平定武都、阴平二郡。后令廖化督广武，領陰平太守。
延熙元年（238年）九月，廖化率兵攻打魏国守善羌侯宕蕈驻守的营寨，魏雍州刺史郭淮派遣广魏太守王赟、南安太守游奕率兵救援，两军沿东西两面分兵合进，欲夹击廖化军。廖化抓住机会各个击破，游奕军被击退，王赟在交战中中箭身亡。
延熙十年（247年），凉州胡王白虎文、治无戴等率众叛魏降蜀，为魏将郭淮所破，姜维率军迎接。次年，姜维令廖化于成重山筑城守备，后被魏将郭淮所败。但成功将胡部迁入繁县。
延熙十二年（249年），廖化随姜维进攻雍州，姜維遣廖化在白水南岸扎营与魏将邓艾对峙，欲牵制邓艾军，借以出兵袭取洮城。但被邓艾识破，抢先据守洮城，姜维不能攻克，于是随撤兵退走。
景耀二年（259年），廖化再升为右车骑将军、假节，领并州刺史，封中乡侯。其官位與左车骑将军張翼相當，在鎮軍大將軍宗预之上。
景耀五年（262年），廖化於姜维出兵狄道時表示：「『兵不戢，必自焚』，伯約之謂也。智不出敵，而力少於寇，用之無厭，何以能立？詩云『不自我先，不自我後』，今日之事也。」點出了廖化對姜維連年用兵、耗損蜀漢國力的擔憂。 
景耀六年（263年）夏，魏军大举伐蜀，廖化与張翼、董厥等率軍抵抗，廖化受命往沓中支援姜维，后隨姜維棄陰平，與張翼、董厥合軍退守劍閣，魏將鍾會始終未能攻破。是年冬，蜀主刘禅降魏，廖化等人得到刘禅投降的敕令，隨姜维在涪县向钟会投降，蜀漢亡。
咸熙元年（264年）春，廖化與宗預内徙洛阳，途中病死，年逾七十。

## 典故
- 「蜀中無大將，廖化作先鋒」

蜀漢末期缺乏年輕的傑出將領，景耀六年（263年）魏軍伐蜀之際，甚至連已過七旬的開朝元老廖化，都還要充當先鋒大將、肩負重要職務率軍抵抗。
此諺語並非出自正史記載，而是出自清末反迷信文學作品《掃迷帚》第二十四回中老儒所言：「好，好，『蜀中無大將，廖化作先鋒』，你這少年，公然充起著述名家來，怪極，怪極。」
- 「時人語曰：『前有王句，後有張廖。』」

此句出自正史《三國志·蜀志第十三·王平傳》裴松之注引《華陽國志》記載，指前期有王平、句扶，後期有張翼、廖化。意指廖化與另外三位蜀漢將領齊名。（「後有張廖」指張翼﹑廖化在時間上比較後。）
- 王平（？－248年），鎮北大將軍，安漢侯。
- 句扶（？－249年），左將軍，宕渠侯。
- 張翼（？－264年），左車騎將軍，領冀州刺史，都亭侯。
- 廖化（？－264年），右車騎將軍，假節，領并州刺史，中鄉侯。

## 生年
廖化生年比劉備晚，根據《三国志》記載初次登場，已是大約219年關羽敗亡之際。
根據《三國志·宗預傳》記載景耀年間「時都護諸葛瞻初統朝事，廖化過預，欲與預共詣瞻許。預曰：『吾等年逾七十，所竊已過，但少一死耳，何求於年少輩而屑屑造門邪？』」，即廖化於264年死時年過70歲，以71歲～79歲之間計算，即生年在185年～193年之間，219年關羽敗亡之際，廖化應是26歲～34歲之間。

## 评价
- 《华阳国志·卷七·刘后主志》：“时人语曰：‘前有王（王平）、句（句扶），后有张（张翼）、廖（廖化）。’”
- 陈寿《三国志》：“以果烈称。”

## 艺术形象

### 小说形象
《三國演義》中的廖化從184年的黃巾之亂開始，直到264年蜀漢滅亡，經歷八十年的興衰。原是黃巾賊的餘黨，黃巾之亂結束後，搶劫掠奪生存。在關羽千里尋兄之時，廖化山寨的另一個伴杜遠，把關羽的兩位嫂嫂搶到山上，打算將二人分作各人的妻子。廖化誓要歸還，但杜遠不聽從，廖化便將其斬殺。歸還劉備嫂嫂給關羽，打算跟隨關羽，但關羽考慮到他之前是黃巾賊，所以就此拜別。直到劉備奪得荊州後，廖化前來投靠，獲任命為關羽的主簿。在樊城之戰，東吳呂蒙襲擊荊州的時候，廖化脫出城池回蜀國找救援。劉備攻打吳國，廖化跟隨。在諸葛亮北伐的時候，曾追擊司馬懿，得其頭盔。諸葛亮死後，仍是北伐的先鋒。後姜維復國詐降鍾會，老將廖化參與姜維的計畫，但最後姜維反亂失敗，劉禪決定投降而蜀漢滅亡，蜀漢併入魏之後不久，年老的廖化病逝。
《三国人物事典》認為廖化可能是同名同姓的两个人。但亦可能是廖化沒有直接參與黃巾之亂，而是在黃巾之亂平定後加入黃巾殘黨。《三國志·宗預傳》中記載諸葛瞻在景耀年間剛任都護時，宗預提到自己和廖化都年過七十。
《三國演義》中廖化升為「飞卫将军」是误用的官名，東漢、三國時代並無此名。

### 影视形象
- 1985年香港亞洲電視電視劇《諸葛亮》，由张天伟飾演
- 1994年中國中央電視台電視劇《三國演義》，由芒莱、陈之辉、杜文禄飾演
- 1996年台灣華視電視劇《三國英雄傳之關公》，由班铁翔飾演
- 2001年電視劇《卧龙小诸葛》，由谢苗飾演
- 2010年中國電視劇《三国》，由夏米飾演

### 漫畫形象
- 《蒼天航路》（王欣太）
- 《火鳳燎原》（陳某）

### 遊戲
- 破局:三國終章

## 外部連結
- 《三國志·蜀書·宗預傳（附廖化傳） （页面存档备份，存于）》
- 《掃迷帚·第二十四回 （页面存档备份，存于）》

## 延伸阅读
[在维基数据编辑]
 《三國志·卷45》，出自陳壽《三國志》
 在维基共享资源阅览影像
| 前任： 車騎將軍夏侯霸 | 蜀漢右車騎將軍 259年—263年 | 繼任： 末任 |